# Parerythrops paucispinosa
Parerythrops paucispinosa är en kräftdjursart som beskrevs av Nouvel och Lagardère 1976. Parerythrops paucispinosa ingår i släktet Parerythrops och familjen Mysidae. Inga underarter finns listade i Catalogue of Life.